# Campionati del mondo di ciclismo su strada 2002 - Cronometro femminile Junior
La cronometro femminile Junior dei Campionati del mondo di ciclismo su strada 2002 si svolse l'8 ottobre 2002 in Belgio, con arrivo a Heusden-Zolder, su un percorso totale di 11,2 km. La medaglia d'oro fu vinta dall'italiana Anna Zugno con il tempo di 15'54"21 alla media di 42,255 km/h, la argento dalla connazionale Tatiana Guderzo e la bronzo dalla tedesca Claudia Hecht.
Alla partenza erano 41 le cicliste, delle quali tutte completarono il percorso.

## Classifica (Top 10)
| Pos. | Corridore        | Squadra     | Tempo    |
| ---- | ---------------- | ----------- | -------- |
| 1    | Anna Zugno       | Italia      | 15'54"21 |
| 2    | Tatiana Guderzo  | Italia      | a 6"54   |
| 3    | Claudia Hecht    | Germania    | a 7"21   |
| 4    | Luise Keller     | Germania    | a 18"33  |
| 5    | Christa Pirard   | Paesi Bassi | a 18"67  |
| 6    | Larssyn Staley   | Stati Uniti | a 19"98  |
| 7    | Sally Cowman     | Australia   | a 21"63  |
| 8    | Grace Verbeke    | Belgio      | a 24"60  |
| 9    | Miranda Vierling | Paesi Bassi | a 36"29  |
| 10   | Petra Bublova    | Rep. Ceca   | a 41"35  |